# Joseph Rouleau
Pour les articles homonymes, voir Rouleau.
Joseph Rouleau (né le 28 février 1929 à Matane, Québec (Canada) et mort le 12 juillet 2019 à Montréal) est un chanteur lyrique (basse) québécois.

## Biographie
Joseph Alfred Pierre Rouleau naît à Matane le 28 février 1929, sixième d'une famille de huit enfants. Son père, l'ingénieur forestier J-Alfred Rouleau, originaire de la région des Laurentides, a été cofondateur de l’Harmonie de Matane et maire de la ville de 1939 à 1941,. Sa mère, Florence Bouchard, venait de Grandes-Bergeronnes, sur la Côte-Nord.
Il étudie d'abord au Conservatoire de musique de Montréal avec Pauline Donalda, puis à New York avec Martial Singher. 
En 1950-1951, Joseph participe à sa première tournée avec les Jeunesses Musicales Canada, de 40 concerts. 
En 1952, il continue ses études de chant à Milan, en Italie, avec Mario Basiola et Antonio Narducci.
Il fait ses débuts à l'Opéra national du Québec, puis à l'Opera Guild de Montréal en 1955, comme Philippe II dans Don Carlos, qui deviendra l'un de ses rôles fétiches, puis chante l'année suivante Colline dans La Bohème à La Nouvelle-Orléans.
Sa carrière démarre avec ses débuts au Royal Opera House de Londres en 1957, où il chantera pendant 20 ans dans quelque 40 productions, souvent comme partenaire de Joan Sutherland (La sonnambula, I puritani, Lucia di Lammermoor, etc), qu'il accompagnera lors de sa tournée en Australie en 1965, où il s'illustre notamment comme Assur dans Semiramide.
Il débute au Palais Garnier de Paris en 1960, comme Raimondo dans Lucia di Lammermoor avec Sutherland. Il est alors invité à Bruxelles, Berlin, Munich, Budapest, Amsterdam, Rome, Aldeburgh, Édimbourg, et entreprend une importante tournée en Russie, où il triomphe dans le rôle-titre de Boris Godounov, la critique le compare même à Feodor Chaliapine.
Il poursuit également une importante carrière aux États-Unis et au Canada, chantant à New York, Chicago, Boston, Philadelphie, San Francisco, Vancouver, Toronto, Montréal, etc., et paraît aussi à Buenos Aires.
Outre Philippe II et Boris Godounov, ses rôles marquants incluent, Oroveso, Fiesco, Padre Guardiano, Osmin, Sarastro, Daland, Gurnemanz, Don Quichotte, Arkel, Méphisto dans les opéras de Berlioz, Gounod et Boito.
Il participe à la création de Louis Riel de Harry Somers, à Toronto en 1967. Chanteur à la voix sombre et puissante, et interprète d'une grande intensité dramatique.
Joseph Rouleau a chanté en compagnie de Victoria de Los Angeles, Luciano Pavarotti, Joan Sutherland, Cesare Siepi, Placido Domingo, Kiri Te Kanawa et Maria Callas.
Son imposante discographie comporte notamment Semiramide de Rossini, Boris Godounov de Moussorgski, Roméo et Juliette de Gounod, L'Enfance du Christ de Berlioz et un enregistrement intitulé Grands airs d'opéra français. Il a aussi participé à  de nombreuses émissions de télévision et de radio. Sa longue et fructueuse carrière a été jalonnée de nombreux honneurs.
En 2004, Joseph Rouleau était promu au grade de Grand Officier de l'Ordre national du Québec et il a reçu, en novembre 2004, le Prix de la Gouverneure générale du Canada pour les arts de la scène. Officier de l'Ordre du Canada, il est le fondateur du Mouvement pour l'art lyrique du Québec, qui a donné naissance à  l'Opéra de Montréal. L'Université du Québec à Montréal, où il a enseigné le chant de 1980 à 1998, l’a nommé professeur émérite en 2007.
Joseph Rouleau est président du conseil d'administration des Jeunesses musicales du Canada à partir de 1989 et cofondateur du Concours musical international de Montréal.
Le fonds d’archives de Joseph Rouleau (P993) est conservé au centre BAnQ Vieux-Montréal de Bibliothèque et Archives nationales du Québec.
Joseph Rouleau est décédé le 12 juillet 2019.

## Honneurs
- 1967 : prix Calixa-Lavallée
- 1977 : officier de l'Ordre du Canada
- 1990 : prix Denise-Pelletier
- 1992 : intronisé au Panthéon canadien de l'art lyrique
- 1999 : officier de l'Ordre national du Québec
- 2003 : prix Opus
- 2004 : grand officier de l'Ordre national du Québec
- 2006 : prix Hommage de la Bourse RIDEAU